# Pacific journal of optimization
Pacific journal of optimization is een internationaal, aan collegiale toetsing onderworpen wetenschappelijk tijdschrift op het gebied van de
toegepaste wiskunde en
operationeel onderzoek.
De naam wordt in literatuurverwijzingen meestal afgekort tot Pac. J. Optim.
Het wordt uitgegeven door Yokohama Publishers en verschijnt vier keer per jaar.
Het eerste nummer verscheen in 2007.